# Rumelange
Rumelange este un oraș în Luxemburg.